# Espèrça
Espèrça (francès Esperce) és un municipi d'Occitània sota administració francesa del departament de l'Alta Garona, a la regió Occitània.